# Línea C-4 (Cercanías Asturias)
La Línea C-4, anteriormente denominada F-4 (hasta 2012) y C-4f (2012-2021), es una línea de cercanías cuyos servicios son operados por Renfe Cercanías AM. Forma parte de la red de Cercanías Asturias. La línea recorre los concejos de Cudillero, Muros de Nalón, Pravia, Soto del Barco, Castrillón, Avilés, Carreño y Gijón. Discurre íntegramente por la línea Ferrol-Gijón de Adif, catalogada como las líneas 740 Pravia-Ferrol y 750 Gijón (Sanz Crespo)-Pravia.

## Trazado
La línea Gijón-Cudillero es una línea de cercanías, integrada en el Consorcio de Transportes de Asturias, operada por Renfe Cercanías en la línea de ancho métrico Ferrol-Gijón gestionada por Adif. La infraestructura es de vía única electrificada a 1500 V CC en todo su recorrido. Debido al trazado de vía única, los trenes tienen que cruzarse en algunas estaciones durante el trayecto. 
Fue construida en vía estrecha para tener más posibilidades de giro, aunque se ha planteado en ciertas ocasiones realizar un «Mini-Ave del Cantábrico», que debería llegar hasta los 160 km/h tras adaptarse la línea.

## Servicios

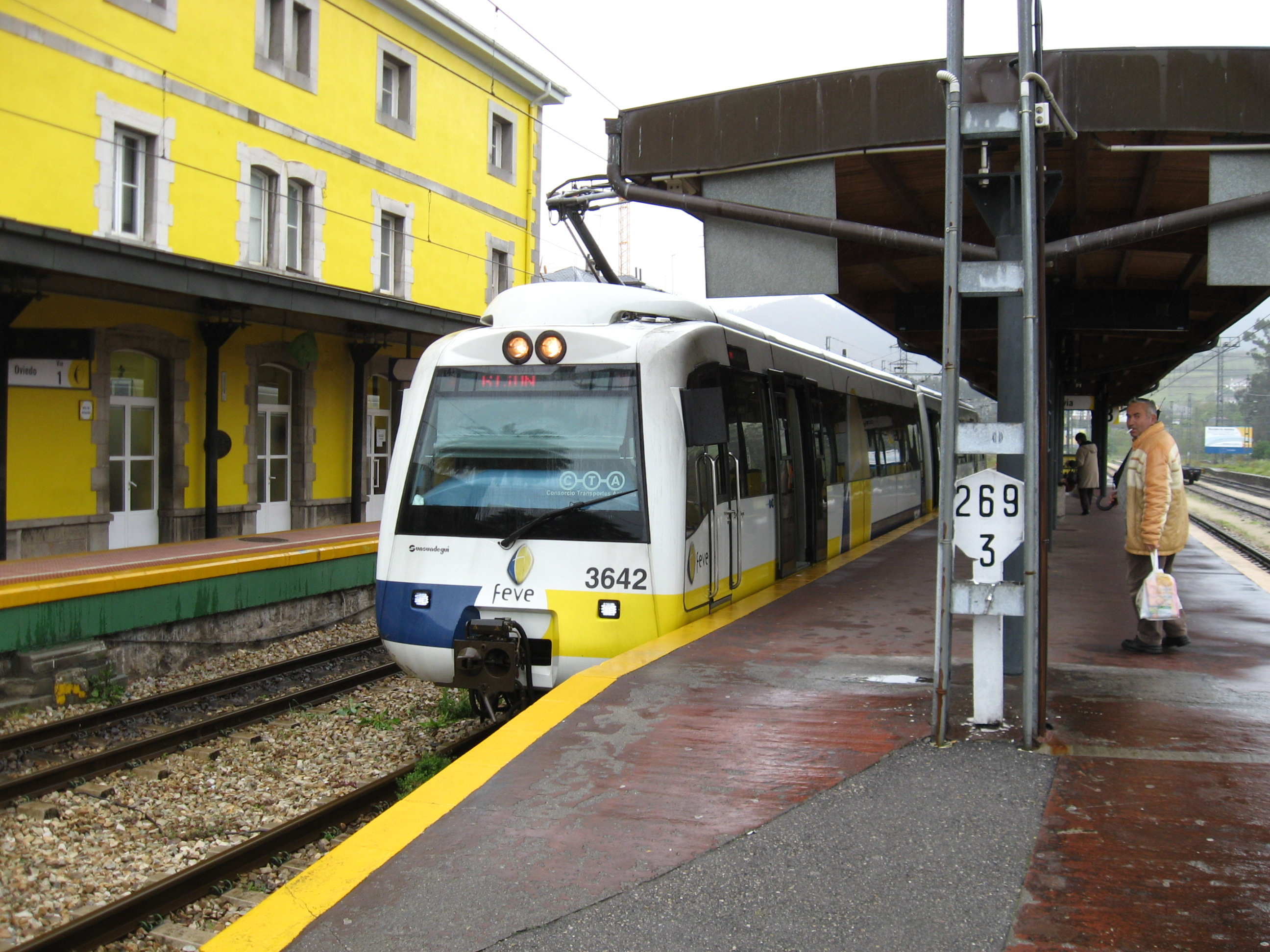
Tren de la Serie 436 de renfe en la estación de Pravia realizando un servicio Cercanías a Gijón

El contrato de OSP entre el ministerio de Fomento y Renfe Operadora establece una oferta comercial de 72 circulaciones diarias en días laborables. Se reparten aproximadamente en frecuencias de un tren cada 30 minutos entre Gijón y Avilés, continuando aproximadamente una vez por hora a Pravia y Cudillero, reduciéndose la frecuencia significantemente hacia estos últimos destinos los fines de semana y festivos.
La línea ofrece correspondencia en Gijón con la Línea C-5 a Laviana. En Pravia enlazan con la línea C-7 a Oviedo y San Esteban de Pravia. Además, comparte el trazado con los servicios regionales de la línea R-1 a Ferrol entre Pravia y Cudillero. Enlaza asimismo en Gijón y Veriña con la línea C-1 y en Avilés con la línea C-3 de Cercanías.
Determinadas estaciones cuentan con control de acceso y máquinas autoventa o con taquilla para la venta de billetes.  

### Accesibilidad
Renfe Viajeros realiza mejoras para facilitar el acceso para minusválidos, adaptando los andenes, trenes y controles de acceso.

### Material
El servicio se opera con unidades eléctricas, de las series 433 y 436 de Renfe (Antiguas 3300 y 3600 de FEVE).